# Хемниц, Мартин
Мартин Хемниц (нем. Martin Chemnitz, 9 ноября 1522— 8 апреля 1586) — лютеранский богослов, один из авторов Формулы Согласия.

## Биография
Родился в Тройенбрицен в купеческой семье. C 1536 года изучал математику в Виттенбергском университете, но затем стал слушать лекции по теологии, которые читали Лютер и Меланхтон. Затем на некоторое время он перебрался в Кенигсберг, где служил в герцогской библиотеке. Читал в Виттенберге лекции о «Loci communes» Меланхтона; был суперинтендентом в Брауншвейге.
Его главное догматическое сочинение — «Loci theologici» (Франкфурт, 1591). Против меланхтоно-кальвинистского понимания причастия направлены его сочинения: «Vera et sana doctrina de praesentia corporis et sanguinis Christi in coena Domini» (Лейпциг, 1560) и «Repetitio sanae doctrinae etc.» (там же, 1561). Составил для герцогства Брауншвейг-Вольфенбюттельского катехизис и церковный устав, под заглавием: «Corpus doctrinae Julium» (1569). Против католиков направлены его сочинения: «Theologiae Jesuitarum prae c ipua capita» (Лейпциг, 1562) и «Examen concilii Tridentini» (Лейпциг, 1565—1573). Начатый им труд: «Harmonia evangelistarum» закончили Лейзер и Иоганн Герхард.

## Теология
Хемниц углубил лютеранское вероучение. Он подтвердил идеи всеобщего священства, однако отстаивал необходимость церковной иерархии для порядка церкви. Хиротонию он воспринимал как акт «публичного засвидетельствования», но не как таинство передачи даров Духа Святого. Хемниц сомневался в каноничности целого ряда книг Нового Завета: 2-Петр, 2,3- Ин., Иак, Иуд., Евр, Отк.. Католиков критиковал за культ святых, жертвоприношение мессы (в сочетании с доктриной пресуществления). Отвергал 7 таинств католической церкви, оставляя из них только два (крещение и евхаристию). Отрицал различие между смертными и простительными грехами, но противопоставлял первородный грех личному. Отвергал мнение будто Евангелие упраздняет Закон (хотя отрицал иудейские запреты) и настаивал, что Евангелие (как обетование о приходе Мессии и искуплении им человеческих грехов) содержится и в Ветхом Завете. Допускал возможность молитвы за умерших младенцев.

## Значение
Вклад Хемница сравнивают с значением для Церкви Лютера, почтительно именуя «вторым Мартином» (лат. Alter Martinus). Существует поговорка: «Без второго Мартина не было бы первого Мартина» (лат. Si Martinus non fuisset, Martinus vix stetisset), намекающая на то, что без трудов Хемница труды Лютера оказались бы бессмыслены. Однако исключительный вклад Хемница в лютеранское богословие связан с его вдохновляющим участием (наряду с Якобом Андреэ) в составлении Формулы Согласия, позволившей разрешить многие богословские споры, имевшие место среди лютеран.

## Труды
Мартин Хемниц. Господне причастие.